# Stadion Start w Sarańsku
Stadion Start – wielofunkcyjny stadion w Sarańsku, w Rosji. Został otwarty w 2004 roku. Obiekt posiada stałą trybunę na 3224 widzów, a po zamontowaniu w 2010 roku dodatkowej, tymczasowej trybuny pojemność obiektu wzrosła do 7485 miejsc. Stadion jest częścią kompleksu sportowego, w skład którego wchodzą jeszcze m.in. boiska treningowe do piłki nożnej, siatkówki i koszykówki oraz korty tenisowe, obok stoi także kryte lodowisko. Od 2010 roku, po rozebraniu stadionu Swietotiechnika swoje mecze na obiekcie rozgrywała drużyna Mordowija Sarańsk. W 2018 roku otwarto nowy stadion dla tego zespołu, który był również jedną z aren piłkarskich Mistrzostw Świata 2018. W dniach 12–15 lipca 2010 roku na stadionie odbyły się Mistrzostwa Rosji w lekkiej atletyce.